# 入善勤労者総合スポーツ施設
入善勤労者総合スポーツ施設（にゅうぜんきんろうしゃそうごうスポーツしせつ）、通称、サン・ビレッジ入善（サン・ビレッジにゅうぜん）は、富山県下新川郡入善町横山81番地に所在する体育施設である。

## 概要
旧入善町立横山小学校（1997年に入善町立桃李小学校に統合）の跡地（約11,678m2）を利用して1997年7月より雇用促進事業団により約2億9,700万円かけて着工、1998年4月23日に完成した。付帯工事として入善町が駐車場、自転車置き場などを4,388万円で整備した。

## 施設諸元
個別に提示された箇所を除いた出典→
体育館
- 鉄筋コンクリート造、フロアー面積927m2、建築面積1259.36m2[2]、観客席なし
  - バスケットボール1面
  - バレーボール2面
  - バドミントン2面
  - 卓球4台
- 事務室、ロビー、男女更衣室なども整備されている[2]。

テニスコート
- 体育館に隣接、1,369m2[2]
  - 全天候型砂入り人工芝
  - テニスコート2面
  - 照明設備あり

駐車場
- 約82台分